# Губернатор Василь Сергійович
Василь Сергійович Губернатор (народився 7 квітня 1912 в селі Яблуневому на Черкащині — помер 9 травня 1988) — український селекціонер, кандидат сільськогосподарських наук.

## До життєпису
Очолював Носівську дослідну станцію. Працював над виведенням нових сортів ячменю.
Вивів сорти ячменю: «Чернігівський» (1950), «Носівський-2», «Чернігівський-5», «Чернігівський-7», «Носівський-6» та ін. Автор високоврожайного сорту «Деснянський-8».

## Відзнаки
Нагороджений орденом Леніна, двома орденами Трудового Червоного Прапора, медалями СРСР, медалями ВДНГ СРСР, золотою медаллю І.В. Мічуріна.